# Сдир

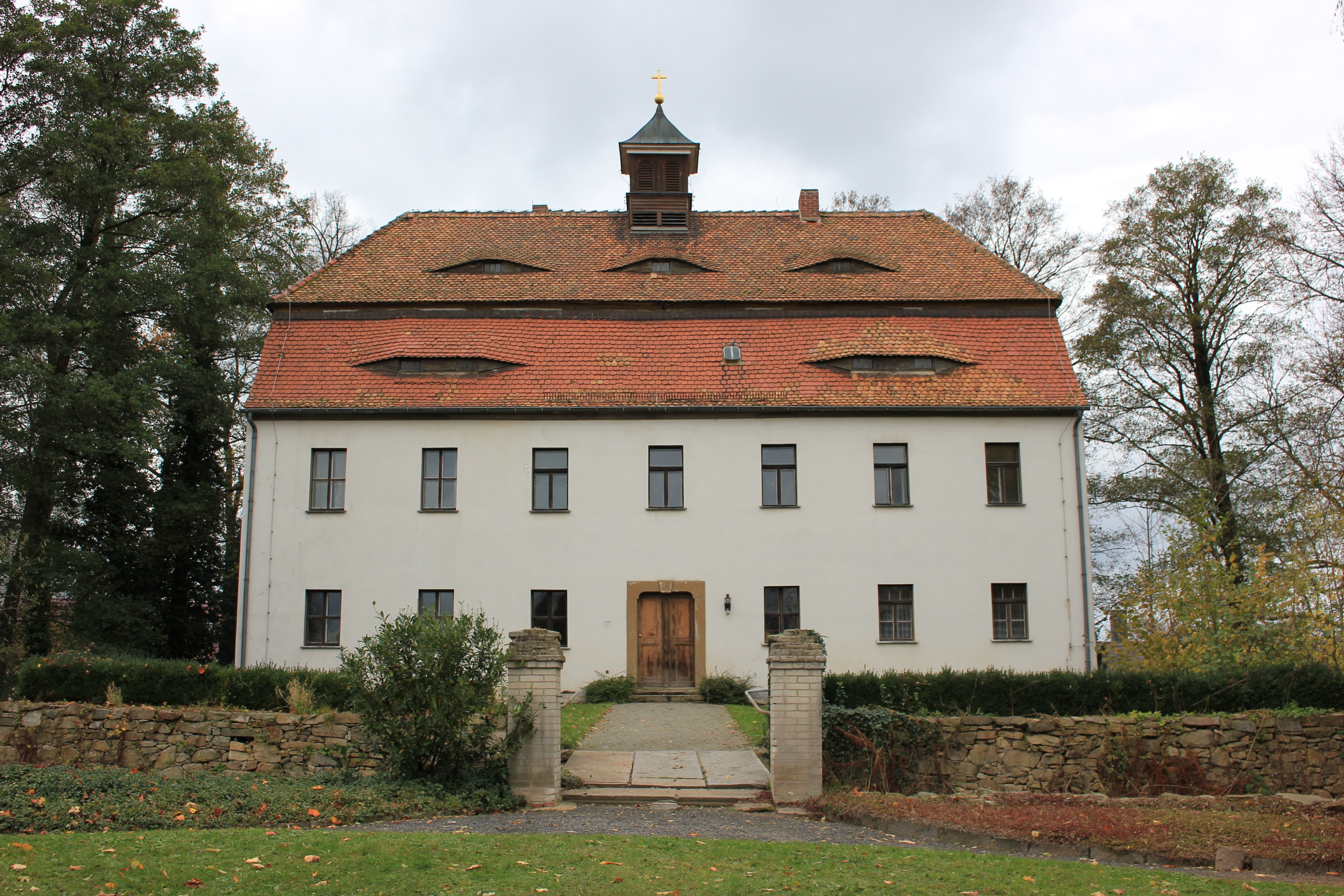
Бывшая усадьба

Сдир или Зджер (нем. Sdier; в.-луж. Zdźěrо файле) — деревня в Верхней Лужице, Германия. Входит в состав коммуны Гросдубрау района Баутцен в земле Саксония. Подчиняется административному округу Дрезден.

## География
Находится примерно в одиннадцати километрах северо-восточнее Баутцена. Через деревню проходит автомобильная дорога B156. К северной стороне деревни непосредственно примыкает аэродром Flugplatz Klix.
Соседние населённые пункты: на северо-востоке — деревня Зджар, на востоке — деревня Клюкш, на юге — деревня Чельхов и на западе — деревня Бремё.

## История
Впервые упоминается в 1400 году под наименованием Dzyr.
С 1936 по 1994 года входила в коммуну Чиллихау. С 1994 года входит в современную коммуну Гросдубрау.
В настоящее время деревня входит в состав культурно-территориальной автономии «Лужицкая поселенческая область», на территории которой действуют законодательные акты земель Саксонии и Бранденбурга, содействующие сохранению лужицких языков и культуры лужичан.
Исторические немецкие наименования
- Dzyr, 1400
- Sder, 1413
- Dyer, 1419
- Stiry, 1427
- Sdere, 1447
- Zdehir, 1474
- Zdeer, 1479
- Sdir, 1500
- Zdir, 1502

Исторические серболужицкие наименования
- Zder

## Население
Официальным языком в населённом пункте, помимо немецкого, является также верхнелужицкий язык.
Согласно статистическому сочинению «Dodawki k statisticy a etnografiji łužickich Serbow» Арношта Муки в 1884 году в деревне проживало 244 человека (из них — 241 серболужичанин (99 %)).
Лужицкий демограф Арношт Черник в своём сочинении «Die Entwicklung der sorbischen Bevölkerung» указывает, что в 1956 году при общей численности в 456 человек серболужицкое население деревни составляло 63,8 % (из них верхнелужицким языком владело 208 взрослых и 83 несовершеннолетних).
| 1834 | 1871 | 1890 | 1910 | 1925 | 1939 | 1946 | 1950 | 1964 | 1990 |
| ---- | ---- | ---- | ---- | ---- | ---- | ---- | ---- | ---- | ---- |
| 203  | 223  | 176  | 205  | 221  | 376  | 408  | 456  | 454  | 411  |

## Известные жители и уроженцы
- Миклауш Дорник (1877—1946) — серболужицкий писатель и драматург.